# Samsung Galaxy A53 5G
Samsung Galaxy A53 5G – smartfon przedsiębiorstwa telekomunikacyjnego Samsung Electronics z serii Galaxy A. Telefon został ogłoszony wraz z Galaxy A33 i Galaxy A73 na wydarzeniu Samsung Unpacked w dniu 17 marca 2022 roku. Jest następcą Galaxy A52s.

## Wygląd zewnętrzny oraz wykonanie[2]
Ekran wykonany jest ze szkła Corning Gorilla Glass 5. Tylny panel i bok telefonu wykonany jest z matowego tworzywa sztucznego.
Konstrukcja smartfona jest podobna do Galaxy A53 oraz poprzedników (Galaxy A52, Galaxy A52s oraz Galaxy A72).
Galaxy A53 posiada ochronę przed zalaniem i pyłami zgodnie ze standardem IP67.
Na dole urządzenia znajduje się USB-C, głośnik oraz mikrofon. Na górze jest tacka na kartę SIM oraz kartę pamięci.
Smartfon jest sprzedawany w 4 kolorach: czarnym (Awesome Black), białym (Awesome White), niebieskim (Awesome Blue) i brzoskwiniowym (Awesome Peach).

## Specyfikacja techniczna[3][4]

### Wyświetlacz i kamera
Telefon ma wyświetlacz Super AMOLED FHD+ (2400 × 1080 px) 6,46-calowy. Samsung Galaxy A53 posiada aparat główny o rozdzielczości 64 MP z przysłoną f/1.8, szerokokątny 12 MP z przysłoną f/2.2, makro 5 MP i 5 MP do pomiaru głębi. Z przodu telefonu umieszczony jest przedni aparat o rozdzielczości 32 MP z przysłoną f/2.2. Tylne kamery mogą nagrywać wideo do 4K przy 30 fps.

### Pamięć
Telefon jest wyposażony w 6 GB lub 8 GB pamięci RAM (zależnie od wersji) oraz 128 GB lub 256 GB pamięci wewnętrznej, którą można rozszerzyć za pomocą karty microSD o pojemności do 1 TB.

### Bateria
A53 posiada baterię litowo-polimerową z pojemnością 5000 mAh.

### Oprogramowanie
Galaxy A53 jest wyposażony w system Android 12 i One UI 4.1 z zapowiedzianą aktualizacją do Androida 13 i One UI 5.0. Telefon ma również Samsung Knox, który zwiększa bezpieczeństwo systemu i urządzenia.

### Procesor
Samsung Exynos 1280 z zegarem procesora 2,4 GHz. Jest on w 5nm procesie litograficznym. Procesor posiada 8 rdzeni oraz układ graficzny Mali-G68.

### Inne informacje
A53 posiada czytnik linii papilarnych w ekranie i funkcję rozpoznawania twarzy. Można umieścić w nim dwie karty SIM, w ramach „dual SIM”. Wspiera szybkie ładowanie (Fast Charging) do 25W. Brak adaptera do ładowania w zestawie. Telefon posiada akcelerometr, czujnik światła, wirtualny czujnik zbliżeniowy, magnetometr, efekt Halla.